# Lucia Sauca

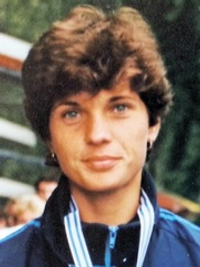

Lucia Sauca, född den 30 september 1963 i Coroieşti i Rumänien, död 8 december 2013 i Pitești var en rumänsk roddare.
Hon tog OS-silver i åtta med styrman i samband med de olympiska roddtävlingarna 1984 i Los Angeles.